# Стратегия экономической безопасности РФ на период до 2030 года
Стратегия экономической безопасности РФ на период до 2030 года — документ стратегического планирования, разработанный в целях реализации  национальных приоритетов Российской Федерации, определенных в Стратегии национальной безопасности Российской Федерации. Документ утвержден Указом Президента Российской Федерации от 13 мая 2017 года № 208 и вступил в силу со дня его подписания.

## Правовая основа
Как указывается в документе, его правовую основу составляют Конституция Российской Федерации, федеральные конституционные законы, федеральные законы от 28 декабря 2010 г. N 390-ФЗ «О безопасности» и от 28 июня 2014 г. N 172-ФЗ «О стратегическом планировании в Российской Федерации», другие федеральные законы, Стратегия национальной безопасности Российской Федерации, нормативные правовые акты Президента Российской Федерации и Правительства Российской Федерации.

## Предыстория
Проект документа был подготовлен в Минэкономразвития России. 7 декабря 2016 года проект был одобрен на заседании Совета Безопасности Российской Федерации под председательством Владимира Путина. Также на заседании были обсуждены первоочередные меры по обеспечению национальных приоритетов в сфере экономики.

## Основные положения
Доктрина подробно описывает базовые угрозы и вызовы экономической безопасности, а также формулирует цели, основные направления и задачи государственной политики в сфере обеспечения экономической безопасности.
Целями государственной политики в сфере обеспечения экономической безопасности являются:
- укрепление экономического суверенитета Российской Федерации;
- повышение устойчивости экономики к воздействию внешних и внутренних вызовов и угроз;
- обеспечение экономического роста;
- поддержание научно-технического потенциала развития экономики на мировом уровне и повышение ее конкурентоспособности;
- поддержание потенциала отечественного оборонно-промышленного комплекса на уровне, необходимом для решения задач военно-экономического обеспечения обороны страны;
- повышение уровня и улучшение качества жизни населения.

Основными направлениями государственной политики в сфере обеспечения экономической безопасности являются:
- развитие системы государственного управления, прогнозирования и стратегического планирования в сфере экономики;
- обеспечение устойчивого роста реального сектора экономики;
- создание экономических условий для разработки и внедрения современных технологий, стимулирования инновационного развития, а также совершенствование нормативно-правовой базы в этой сфере;
- устойчивое развитие национальной финансовой системы;
- сбалансированное пространственное и региональное развитие Российской Федерации, укрепление единства ее экономического пространства;
- повышение эффективности внешнеэкономического сотрудничества и реализация конкурентных преимуществ экспортно ориентированных секторов экономики;
- обеспечение безопасности экономической деятельности;
- развитие человеческого потенциала.

В соответствии с текстом указа об утверждении Доктрины, Правительству Российской Федерации поручено в трехмесячный срок разработать меры организационного, нормативного-правового и методического характера, необходимые для реализации Стратегии экономической безопасности Российской Федерации на период до 2030 года, и обеспечить их выполнение.

## Дальнейшее развитие
18 октября 2017 года подходы к формированию национальной системы управления рисками экономической безопасности были обсуждены на заседании секции по проблемам экономической и социальной безопасности научного совета при Совете Безопасности РФ. было отмечено, что «данная система согласно Стратегии экономической безопасности России до 2030 года является механизмом своевременного выявления вызовов и угроз экономической безопасности, оперативного реагирования на них, выработки управленческих решений и рекомендаций».
На прошедшем 17 июля 2019 года под руководством Николая Патрушева заседании межведомственной комиссии Совбеза по проблемам стратегического планирования была отмечена важность мер по повышению эффективности прогнозирования рисков социально-экономического развития и угроз национальной безопасности Российской Федерации.
«Актуальность  данной задачи обозначена, в том числе,  в связи с предстоящей в 2020 году корректировкой Стратегии национальной безопасности и необходимостью завершения разработки Стратегии социально-экономического развития России. Подчеркнута важность обеспечения взаимосвязанности этих документов», — говорится в отчете о заседании.